# Hansjürgen Schaefer
Hansjürgen Schaefer (* 1930 in Freiberg; † 1999) war ein deutscher Musikwissenschaftler und -kritiker.

## Leben
Schaefer studierte von 1952 bis 1954 Musik in Leipzig und von 1954 bis 1957 Musikwissenschaften in Berlin. Von 1957 bis 1960 war er Redakteur der Berliner Zeitung. Von 1960 bis 1973 wirkte er als Chefredakteur der Zeitschrift Musik und Gesellschaft. Von 1973 bis 1991 war er künstlerischer Direktor der VEB Deutsche Schallplatten Berlin. Er war einer der profiliertesten Musikwissenschaftler und Musikkritiker der DDR und u. a. ab 1972 Herausgeber des von Karl Schönewolf begründeten, für die DDR maßgeblichen, Konzertbuchs Orchestermusik (VEB Deutscher Verlag für Musik, Leipzig).